# Primeira-dama de Israel
Primeira-dama de Israel é o título não oficial da esposa do presidente de Israel A posição está vaga desde 4 de junho de 2019, quando a primeira-dama Nechama Rivlin, esposa do presidente Reuven Rivlin, morreu no cargo.

## História
Não há função ou cargo oficial da primeira-dama de Israel, embora o Presidente Reuven Rivlin tenha concedido o título de primeira-dama a sua esposa, Nechama Rivlin, logo após assumir o cargo em 2014.

## Primeiras-damas de Israel
| Nome                     | Imagem | início do mandato       | Fim do mamdato        | Presidente de Israel | Notas |
| ------------------------ | ------ | ----------------------- | --------------------- | -------------------- | --- |
| Vera Weizmann            |        | 17 de fevereiro de 1949 | 9 de novembro de 1952 | Chaim Weizmann       | Esposa do primeiro Presidente de Israel. Nascido no Império Russo e imigrou para o Reino Unido . |
| Rachel Yanait Ben-Zvi    |        | 16 de dezembro de 1952  | 23 de abril de 1963   | Yitzhak Ben-Zvi      | Nascido na atual Ucrânia, Ben-Zvi foi um autor, educador e principal defensor do sionismo trabalhista . |
| Rachel Katznelson-Shazar |        | 21 de maio de 1963      | 24 de maio de 1973    | Zalman Shazar        | |
| Nina Katzir              |        | 24 de maio de 1973      | 29 de maio de 1978    | Ephraim Katzir       | |
| Ofira Navon              |        | 29 de maio de 1978      | 5 de maio de 1983     | Yitzhak Navon        | |
| Aura Herzog              |        | 5 de maio de 1983       | 13 de maio de 1993    | Chaim Herzog         | Fundador do Conselho para um belo Israel |
| Reuma Weizman            |        | 13 de maio de 1993      | 13 de julho de 2000   | Ezer Weizman         | |
| Gila Katsav              |        | 1 de agosto de 2000     | 1 de julho de 2007    | Moshe Katsav         | O mandato de Gila Katsav terminou em 1º de julho de 2007, quando o marido renunciou à presidência. |
| Sonia Peres              |        | 15 de julho de 2007     | 20 de janeiro de 2011 | Shimon Peres         | Sonia Peres, nascida na Polônia, não gostava do papel de esposa de uma figura política e pública. Embora seja a primeira-dama do país, ela e Shimon Peres se separaram por volta de 2008 devido à sua decisão de permanecer em cargo público durante a vida adulta; o casal viveu separado pelo resto de suas vidas. Sonia Peres morreu em 20 de janeiro de 2011, aos 87 anos. |
| Posição vaga             |        | 20 de janeiro de 2011   | 24 de julho de 2014   | Shimon Peres         | A primeira-dama Sonia Peres morreu em 20 de janeiro de 2011, enquanto Shimon Peres ainda estava no cargo. |
| Nechama Rivlin           |        | 24 de julho de 2011     | 4 de junho de 2019    | Reuven Rivlin        | Nechama Rivlin foi pesquisador e cientista da Universidade Hebraica . Ela morreu em decorrência de complicações de um transplante de pulmão em 4 de junho de 2019. |
| Posição vaga             |        | 4 de junho de 2019      | Presente              | Reuven Rivlin        | A primeira-dama Nechama Rivlin morreu em 4 de junho de 2019. |